# Eric Barroso
Eric Barroso (n. Las Palmas de Gran Canaria, 4 de octubre de 1990) es un exfutbolista español que jugaba en la demarcación de defensa.

## Biografía
En 2008 a los 18 años de edad debutó como futbolista con el Chiclana CF, cuando el club participaba en la Tercera División de España. Tras un año fichó por el Real Betis Balompié "B", donde jugó por dos años en la Segunda División B de España. Tras un paso de otras dos temporadas, esta vez en el CD San Fernando, Eric fichó por el FC Nitra de Esloavquia. Con el club debutó el 11 de agosto de 2013 contra el MŠK Žilina. Además con el club marcó su primer gol como futbolista profesional. 
Finalmente el 29 de enero de 2014, en el mercado de invierno, Eric fue traspasado al FC Tiraspol moldavo. En 2015 dejó el club para fichar por el MFK Zemplín Michalovce de Eslovaquia.

## Clubes
| Club                    | País       | Año       | Parts. | Goles |
| ----------------------- | ---------- | --------- | ------ | ----- |
| Chiclana CF             | España     | 2008-2009 | 35     | 0     |
| Real Betis Balompié "B" | España     | 2009-2011 | 21     | 0     |
| San Fernando CD         | España     | 2011-2013 | 17     | 0     |
| FC Nitra                | Eslovaquia | 2013-2014 | 7      | 1     |
| FC Tiraspol             | Moldavia   | 2014-2015 | 27     | 1     |
| MFK Zemplín Michalovce  | Eslovaquia | 2015      | 6      | 0     |
| Conil CF                | España     | 2016      | 9      | 0     |